# Stéphanie Wendlinger
Stéphanie Wendlinger (* 13. August 1980) ist eine ehemalige französische Fußballspielerin.

## Fußball
Die Abwehrspielerin begann ihre Karriere beim SC Schiltigheim und kam über ASPTT Mulhouse 2002 zum SC Freiburg in die deutsche Bundesliga. Nach zwei Jahren wechselte sie zum französischen Erstligisten FC Vendenheim, ehe sie 2008 wieder zum SC Freiburg zurückkehrte. Im Sommer 2012 verließ sie Freiburg und wechselte zum Zweitligaaufsteiger SC Sand. Die Saison 2015/2016 ließ Wendlinger bei der zweiten Mannschaft des SC Sand ausklingen und schaffte den Aufstieg in die 2. Frauen-Bundesliga, bevor sie im Sommer 2016 ihre Karriere beendete.

## Persönliches
Wendlinger ist Postangestellte.